# Шампање (Јура)
Шампање (фр. Champagney) насеље је и општина у источној Француској у региону Франш-Конте, у департману Јура која припада префектури Доле.
По подацима из 2011. године у општини је живело 430 становника, а густина насељености је износила 27,6 становника/km². Општина се простире на површини од 15,58 km². Налази се на средњој надморској висини од 210 метара (максималној 239 m, а минималној 192 m).

## Демографија
| 1962. | 1968. | 1975. | 1982. | 1990. | 1999. | 2011. |
| ----- | ----- | ----- | ----- | ----- | ----- | ----- |
| 217   | 240   | 220   | 205   | 203   | 216   | 430   |

График промене броја становника у току последњих година